# ROSAT
ROSAT (сокращение от нем. Röntgensatellit) — германская космическая рентгеновская обсерватория. Названа в честь Вильгельма Рентгена. Запуск состоялся 1 июня 1990 года при помощи ракеты Дельта-2 с мыса Канаверал. Обсерватория работала до 12 февраля 1999 года.
Является совместным астрофизическим проектом Германии, США и Англии. На борту спутника находился созданный в Германии рентгеновский телескоп с возможностью получения изображений (X-ray Telescope, XRT), в фокальной плоскости которого находилось 3 прибора: два германских
позиционно-чувствительных пропорциональных счётчика (Position Sensitive Proportional Counters, PSPC) и американский прибор получения высококачественных изображений (High Resolution Imager, HRI). Телескоп использовал 4 вложенных друг в друга телескопа Вольтера 1-го типа на основе рентгеновских зеркал со скользящим падением лучей. Апертура телескопа достигала 84 см в диаметре и имела фокусное расстояние в 240 см. На половинном уровне энергии угловое разрешение было менее 5 угловых секунд.
Установка XRT работает в диапазоне энергий от 0,1 до 2 кэВ. Английский телескоп экстремального ультрафиолета (extreme ultraviolet, XUV) и широкоугольная камера (Wide Field Camera, WFC), которые были установлены соосно XRT, обеспечивали наблюдение в диапазоне от 0,042 до 0,21 кэВ.
Уникальными особенностями ROSAT было высокое пространственное разрешение, получение изображений в мягком рентгеновском диапазоне. Спутник ROSAT использовал стабилизацию по трём осям и мог делать как точечные наблюдения, , так и проводить круговое сканирование в плоскости, перпендикулярной эклиптике. 
Миссия ROSAT разделена на три фазы:
1. двухмесячная калибровка и проверка на орбите
2. шестимесячное наблюдение всей небесной сферы в рентгеновских лучах при помощи PSPC, находящегося в фокусе XRT, и в двух ультрафиолетовых диапазонах (XUV bands) при помощи WFC. Наблюдения проводились в сканирующем режиме
3. последняя фаза продолжалась до окончания миссии и была посвящена точечным наблюдениям.

Изначально миссия ROSAT имела длительность 18 месяцев.

## Результаты
- Каталог рентгеновских источников небесной сферы, более 150000 объектов
- Каталог источников экстремального ультрафиолета (англ. Extreme ultraviolet) 479 объектов

### Каталоги

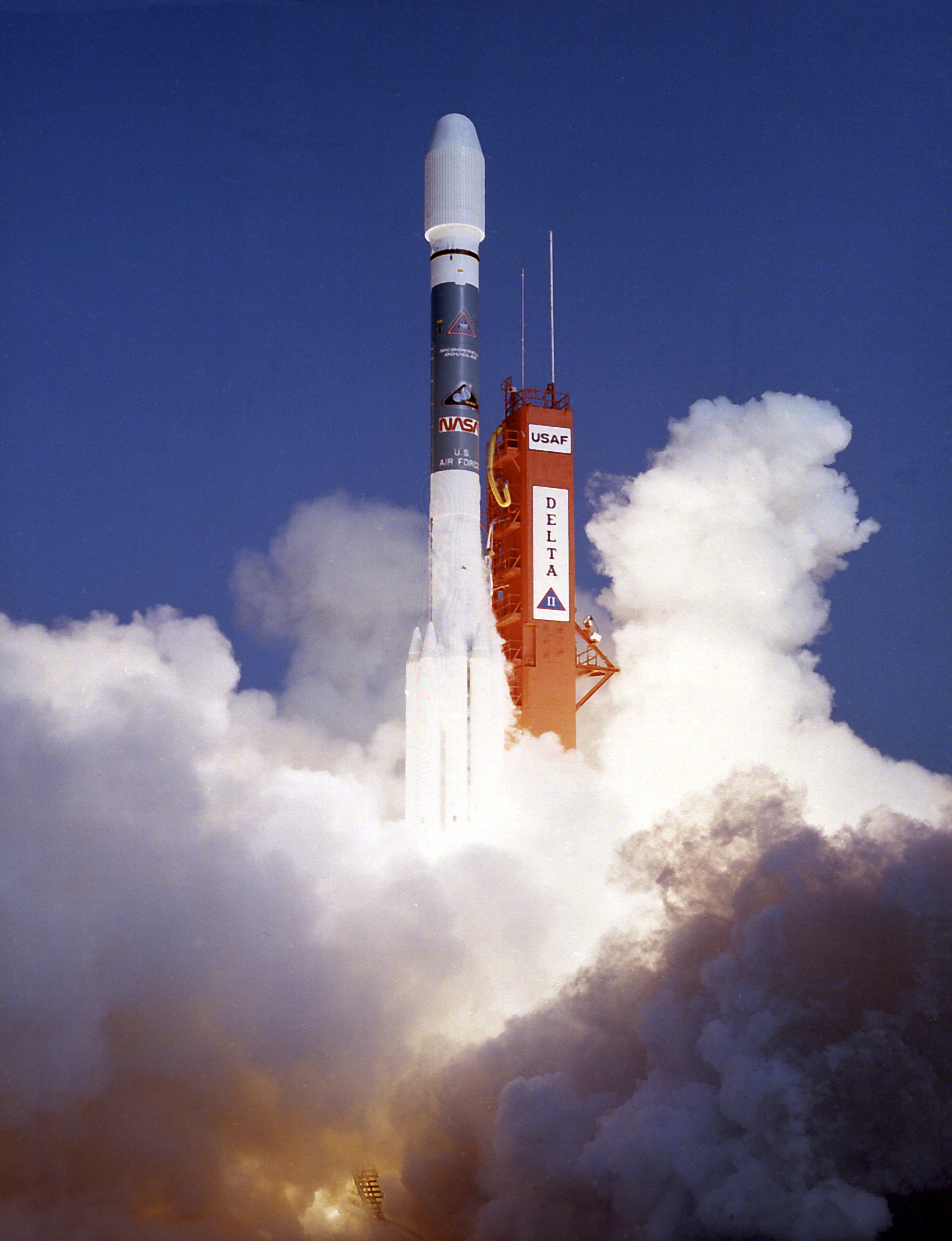
Запуск спутника ROSAT

- First ROSAT X-ray Survey (англ. 1RXS)

## Запуск
Изначально планировался запуск ROSAT при помощи шаттла, но после катастрофы шаттла Челленджер запуск был произведен при помощи ракеты-носителя «Дельта-2».

## Обвинения в кибератаках, якобы приведших к выводу обсерватории из строя
В 2008 году появились сообщения в газетах, а также в блоге эксперта Брюса Шнайдера, что сбои в работе ROSAT в 1998 году были связаны с русскими кибератаками на Центр космических полётов Годдарда.
Однако впоследствии эксперты НАСА сообщили, что внешнее вмешательство в компьютеры НАСА в 1998 году означало лишь несанкционированное скачивание некоторой информации и не могло привести к каким-либо нарушениям в работе ROSAT или к передаче на спутник несанкционированных команд. Сбои в работе спутника в 1998 году объяснялись значительным сроком его работы за пределами времени гарантии бортовых систем и не связаны с атакой на компьютеры НАСА.

## Спуск с орбиты
23 октября 2011 между 5:45 и 6:15 MSK спутник вошел в плотные слои атмосферы. Об этом сообщило немецкое аэрокосмическое агентство DLR, не указав возможный регион падения обломков. Позже оно заявлено, что несгоревшие остатки спутника могли упасть в Бенгальский залив.